# Åker (Nordland)
Pour les articles homonymes, voir Åker.
Åker est une localité du comté de Nordland, en Norvège.

## Géographie
Administrativement, Åker fait partie de la kommune de Dønna.